# Makmal (Alabuga)
Der Makmal (kirgisisch Макмал) ist ein linker Nebenfluss der Alabuga in den kirgisischen Gebieten Oblus Dschalal-Abad und Naryn in Zentralasien.
Der Makmal entspringt am Nordhang des Schalgyskyr, östlich des Ferghanagebirges. Von dort durchfließt er das Bergland anfangs in nördlicher, später in östlicher Richtung. Dabei entwässert er die Südflanke der weiter nördlich verlaufenden Bergketten Schaartasch und Ak-Schyirak. Im Unterlauf wendet er sich nach Nordosten und mündet schließlich in die ebenfalls nach Nordosten fließende Alabuga. Der Makmal ist 41 km lang und hat ein Einzugsgebiet von 441 km². Sein mittlerer Abfluss liegt bei 1,8–2,5 m³/s.